# Wouter II van Edingen
Wouter II van Edingen (circa 1267 - 1309) was een Brabantse ridder en van 1309 tot aan zijn dood heer van Edingen. Hij behoorde tot het huis Edingen.

## Levensloop
Wouter II was de oudste zoon van heer Wouter I van Edingen uit diens derde huwelijk met Maria van Rethel, dochter van graaf Manasses V van Rethel. Na de dood van zijn vader in 1271 werd hij heer van Edingen. 
Op 24 juli 1287 huwde hij met Yolande van Vlaanderen, dochter van Robrecht van Béthune, graaf van Vlaanderen.
Wouter wordt beschouwd als de stichter van het Kartuizerklooster van Herne, het oudste kartuizersklooster in de Nederlanden. Na zijn dood in 1309 werd hij als heer van Edingen opgevolgd door zijn zoon Wouter III, die wegens zijn minderjarigheid onder het regentschap van zijn moeder werd geplaatst.

## Nakomelingen
Wouter II en Yolande van Vlaanderen kregen tien kinderen:
- Wouter, stierf op tweejarige leeftijd
- Zeger, stierf op zijn achttiende
- Maria, huwde in 1321 met graaf Robert V van Dreux en daarna met graaf Robert van Roucy
- Yolande, huwde met Raoul of René le Flamenc
- Wouter III (1302-1345), heer van Edingen, huwde rond 1321 met gravin Isabella van Brienne
- Johanna, vrouwe van Landelies, huwde met Jean de Hénin, heer van Boussu
- Magdalena, huwde met Foulques de Pierrepont, heer van Mortemart
- Arlette, huwde met Jean de Ville
- Sibylle, kloosterzuster in Preuny
- Margaretha, huwde met Filips van Maldeghem, ridder